# Roy Jacobsen
Roy Jacobsen (Oslo, 1954) is een Noors auteur en scenarist. Hij schrijft met name romans en korte verhalen en is bekroond met diverse internationale prijzen. Jacobsen behoort tot de belangrijkste moderne auteurs van Noorwegen.

## Biografie
Roy Jacobsen groeide op in Oslo, waar hij lid was van een criminele jeugdbende. Hij werd op 16-jarige leeftijd gearresteerd en zat 35 dagen in eenzame opsluiting, waarna hij werd veroordeeld voor wapenbezit en diefstal en zes maanden voorwaardelijke gevangenisstraf kreeg. In 1982 debuteerde de Noor met Fangeliv (Gevangenisleven), een bundel korte verhalen over zijn tijd in de gevangenis.
De doorbraak van Jacobsen kwam in 1991 met Seierherrene (De Overwinnaars), waarin hij thema’s van zijn jeugd en achtergrond verwerkte. In 1995 bracht hij met  Trygve Bratteli. En fortelling zijn enige biografie uit, over de Noorse politicus en eerste minister Trygve Bratteli. Sinds 2006 is Jacobsen lid van Det Norske Akademi for Sprog og Litteratur, kortweg de Noorse Academie. Voor de Deense film Valhalla Rising (2009) schreef hij het script, met een hoofdrol voor Mads Mikkelsen.
In 2013 kwam het eerste deel uit in de Barrøy-cyclus, De Usynlige (De onzichtbaren, 2016). Het boek vertelt over de familie Barrøy, die op een gelijknamig, afgelegen eiland voor de Noorse kust woont, en hoe hun leven wordt beïnvloed door de natuur, familiebanden en eenzaamheid. De bestseller van Jacobsen werd genomineerd voor de shortlist van de International Booker Prize 2017 en de International Dublin Literary Award 2018. Ook was hij in 2017 en 2022 genomineerd voor de Europese Literatuurprijs, respectievelijk voor de Nederlandse vertalingen van De onzichtbaren en Witte zee. In 2020 kwam met Bare en mor (De kinderen van Barrøy, 2023) het vierde en laatste deel in de reeks uit.     
Op 21 maart 2017 werd Jacobsen, samen met auteur Knut Ødegård, tijdens een staatsbezoek van de IJslandse president Guðni Thorlacius Jóhannesson benoemd tot Ridder in de Orde van de Valk, de enige IJslandse ridderorde. Aanleiding was het galadiner met als thema de IJslandse sagen in de literatuur. Naast zijn boek Vorst, dat een IJslandse hoofdrolspeler bevat, gebruikt Jacobsen regelmatig thema’s uit het sagen-tijdperk in zijn boeken. Op 1 september 2023 werd hij vervolgens ook geridderd tot commandeur in de Orde van Sint-Olaf.
Jacobsen zijn boeken zijn in meer dan veertig landen vertaald en worden in het Nederlands uitgegeven door De Bezige Bij. Hij is sinds 1978 getrouwd met de Belgische linguïste Anneliese Pitz en woont in Oslo.

## Prijzen en nominaties
Een selectie van door Jacobsen gewonnen literaire prijzen en -nominaties:
- Tarjei Vesaas' debutantpris 1982, voor Fangeliv
- Kritikerprisen 1989, voor Det kan komme noen
- Bokhandlerprisen 1991, voor Seierherrene
- Ivar Lo-prisen 1994
- Riksmålsforbundets litteraturpris 2003
- Gyldendalprisen 2005
- International Dublin Literary Award shortlist 2009 voor Hoggerne
- Doblougprijs 2012
- International Booker Prize shortlist 2017 voor De onzichtbaren
- International Dublin Literary Award shortlist 2018 voor De onzichtbaren

- Bibsys: 90114443
- Biblioteca Nacional de España: XX5024264
- Bibliothèque nationale de France: cb12146516n (data)
- Gemeinsame Normdatei: 118156624
- International Standard Name Identifier: 0000 0001 2140 992X
- Library of Congress Control Number: no89020026
- Nationale Bibliotheek van Letland: 000018191
- Nationale Bibliotheek van Tsjechië: xx0117866
- Nationale bibliotheek van Australië: 35638084
- Nationale Bibliotheek van Israël: 987007568041205171
- Nationale en Universitaire bibliotheek Zagreb: 000299976
- Nederlandse Thesaurus van Auteursnamen: 069425108
- LIBRIS: 227748
- Système universitaire de documentation: 02994788X
- Trove: 1023594
- Virtual International Authority File: 79066717
- WorldCat: E39PBJkMHdTDjMJRycXByRCbBP